# Гарсия, Мигел
Мигел Анжелу Мойта Гарсия (порт. Miguel Ângelo Moita Garcia; 4 февраля 1983, Мора, Бежа, Португалия) — португальский футболист, выступавший на позиции защитника.

## Биография

### Клубная карьера
Начинал заниматься футболом в родном городе Мора, откуда затем перешёл в академию лиссабонского «Спортинга». Дебютировал на взрослом уровне в 2002 году в составе «Спортинг Б». С 2003 года стал привлекаться к матчам основной команды. В сезоне 2004/05 вместе со «Спортингом» дошёл до финала Кубка УЕФА, где португальцы уступили московскому ЦСКА со счётом 1:3, а сам Гарсия отыграл матч целиком. Летом 2007 года перешёл в итальянскую «Реджину», однако из-за травмы колена не провёл за команду ни одного матча. 17 марта следующего года контракт с игроком был расторгнут , после этого Гарсия ещё целый сезон оставался без клуба.
Вернулся в футбол в 2009 году, когда подписал контракт с «Ольяненсе», в котором провёл полгода. По ходу сезона 2009/10 он перешёл в клуб «Брага». В следующем сезоне Гарсия во второй за карьеру стал финалистом Лиги Европы УЕФА, однако «Брага» уступила в финальном матче против «Порту» 0:1. После ухода из «Браги», провёл два сезона в турецком клубе «Ордуспор», а затем ещё сезон в клубе испанской Сегунды «Мальорка».
Последние годы провёл в Индии. В 2014 году выступал за клуб индийской суперлиги «Норт-Ист Юнайтед», за который сыграл 13 матчей. В 2015 году перешёл в клуб Ай-лиги «Спортинг Клуб де Гоа». После окончания сезона в Ай-лиге, вернулся в «Норт-Ист Юнайтед», но сыграл за команду только один матч. В том же году завершил игровую карьеру.

### Карьера в сборной
Активно выступал за юношеские и молодёжные сборные Португалии. В 2004 году в составе молодёжной сборной принимал участие в чемпионате Европы среди молодёжных команд, где сыграл в трёх матчах из пяти и занял с командой третье место.
Также сыграл один матч за вторую сборную Португалии, однако в главную команду страны не вызывался.

## Достижения
«Спортинг» Лиссабон
- Финалист Кубка УЕФА: 2004/2005

«Брага»
- Финалист Лиги Европы УЕФА: 2010/2011

 Португалия U-21
- Бронзовый призёр чемпионата Европы среди молодёжных команд: 2004